# Bubú de Lühder
El bubú de Lühder (Laniarius luehderi) és un ocell de la família dels malaconòtids (Malaconotidae).

## Hàbitat i distribució
Viu entre la malesa del bosc i vegetació secundària des de l'est de Nigèria i sud del Camerun, Guinea Equatorial, el Gabon, Congo cap al sud fins al sud-oest de la República del Congo i, cap a l’est, a través de n República Democràtica del Congo fins Ruanda, Burundi, Uganda i Sudan del Sud, oest de Kenya i sud-oest de Tanzània.